# Guillaume Elmont
Guillaume Elmont [Gijom Elmont], (* 10. srpna 1981 v Rotterdamu, Nizozemsko) je bývalý nizozemský zápasník – judista surinamského původu.

## Sportovní kariéra
S judem začal v 6 letech v přilehlé části Amsterdamu zvané Amsterdam-Zuidoost společně se svým bratrem Dexem a pod vedením svého otce Ricarda, bývalého reprezentanta Surinamu v judu. Potom co se dostal do juniorského výběru Nizozemska přestoupil v roce 1999 do Haarlemu, kde se v klubu Kenamju připravoval pod vedením Cora van der Geesta a později Maartena Arense. Byl považován za největší talent nizozemského juda. Svoje předpoklady však zcela nenaplil. Jeho judo je vysoce sofistikované, ale často svázané taktikou. Jeho fyzický fond má své limity a ve finálových kolech doplácí na únavu.
Premiéra na olympijských hrách v Athénách v roce 2004 se mu nevydařila, ale o čtyři roky později v Pekingu útočil na medaili. V semifinále se utkal s Jihokorejcem Kim Če-pomem, se kterým svedl nervydrásající taktickou bitvu. Zápas dospěl do prodloužení v jehož závěrečných sekundách neodolal Kimovu náporu v boji na zemi a po osae-komi spadl do oprav. Náročné semifinále ho stálo mnoho fyzických i psychických sil a v boji o třetí místo podlehl brazilskému mistru světa Camilovi.
Na začátku roku 2012 ho postihlo vážné zranění ramene, kvůli kterému měl několikaměsíční tréninkový výpadek. Ten se projevil na olympijských hrách v Londýně, kde v prvním kole nepostoupil přes Francouze Alaina Schmitta.
Od roku 2013 zápasil ve střední váhové kategorii, ale do olympijských her v Riu v roce 2016 nevydržel. Sportovní kariéru ukončil na podzim 2015. Pracuje jako kondiční trenér u juniorského fotbalového týmu Ajax Amsterdam.

### Vítězství
- 2002 - 1x světový pohár (Rotterdam)
- 2003 - 1x světový pohár (Řím)
- 2004 - 1x světový pohár (Praha)
- 2005 - 1x světový pohár (Paříž)
- 2007 - 1x světový pohár (Paříž)
- 2010 - 1x světový pohár (Rotterdam)
- 2014 - 1x světový pohár (Baku)

## Výsledky
| Olympijské hry     |     |    | —  |   |    |     | úč. |    |    |    | 5. |     |    |     | úč. |     |    |     |  |  |  |  |  |
| Mistrovství světa  |     | —  |    | — |    | úč. |     | 1. |    | 3. |    | úč. | 7. | úč. |     | úč. | 7. | úč. |  |  |  |  |  |
| Evropské hry       |     |    |    |   |    |     |     |    |    |    |    |     |    |     |     |     |    | 3.  |  |  |  |  |  |
| Mistrovství Evropy | —   | —  | —  | — | 7. | úč. | úč. | 5. | 3. | 3. | 2. | úč. | 3. | —   | —   | úč. | —  | 3.  |  |  |  |  |  |
| MS juniorů         | úč. |    | 7. |   |    |     |     |    |    |    |    |     |    |     |     |     |    |     |  |  |  |  |  |
| ME juniorů         | úč. | úč | 1. |   |    |     |     |    |    |    |    |     |    |     |     |     |    |     |  |  |  |  |  |